# Maybe, Maybe
Pistes de Scoundrel Days
The Weight of the Wind Soft Rains of April
Maybe, Maybe est le single du groupe norvégien A-ha sorti en décembre 1986 en Bolivie. C’est le troisième single de l’album Scoundrel Days qui n'est sorti que dans ce pays, sa face B est la chanson The Weight Of The Wind.

## Supports
- 45 Tours single

A. "Maybe, Maybe" – 2:36
B. "The Weight Of The Wind" – 3:58

## Exclusivité en Bolivie
Le single n'est sorti qu'en Bolivie,,. où il s'est vendu entre 100 et 1000 exemplaires. Le prix moyen du vinyle de Maybe, Maybe sur le marché de l'occasion, est coté vers 200 euros en décembre 2023.